# Équipe d'Ouganda de hockey sur gazon
L'équipe d'Ouganda de hockey sur gazon est la sélection nationale de l'Ouganda représentant le pays dans les compétitions internationales masculines de hockey sur gazon. 

## Palmarès

### Jeux olympiques
L'Ouganda a participé à une édition du tournoi masculin de hockey sur gazon des Jeux olympiques.
- 1972 : 15e

### Coupe du monde
L'Ouganda n'a jamais participé à la Coupe du monde.

### Jeux africains
L'Ouganda n'a jamais participé au tournoi de hockey sur gazon des Jeux africains.

### Coupe d'Afrique des nations
- 1974 :  3e
- 2000 : 7e
- 2022 : 6e